# Janusz Lewandowski (dyplomata)

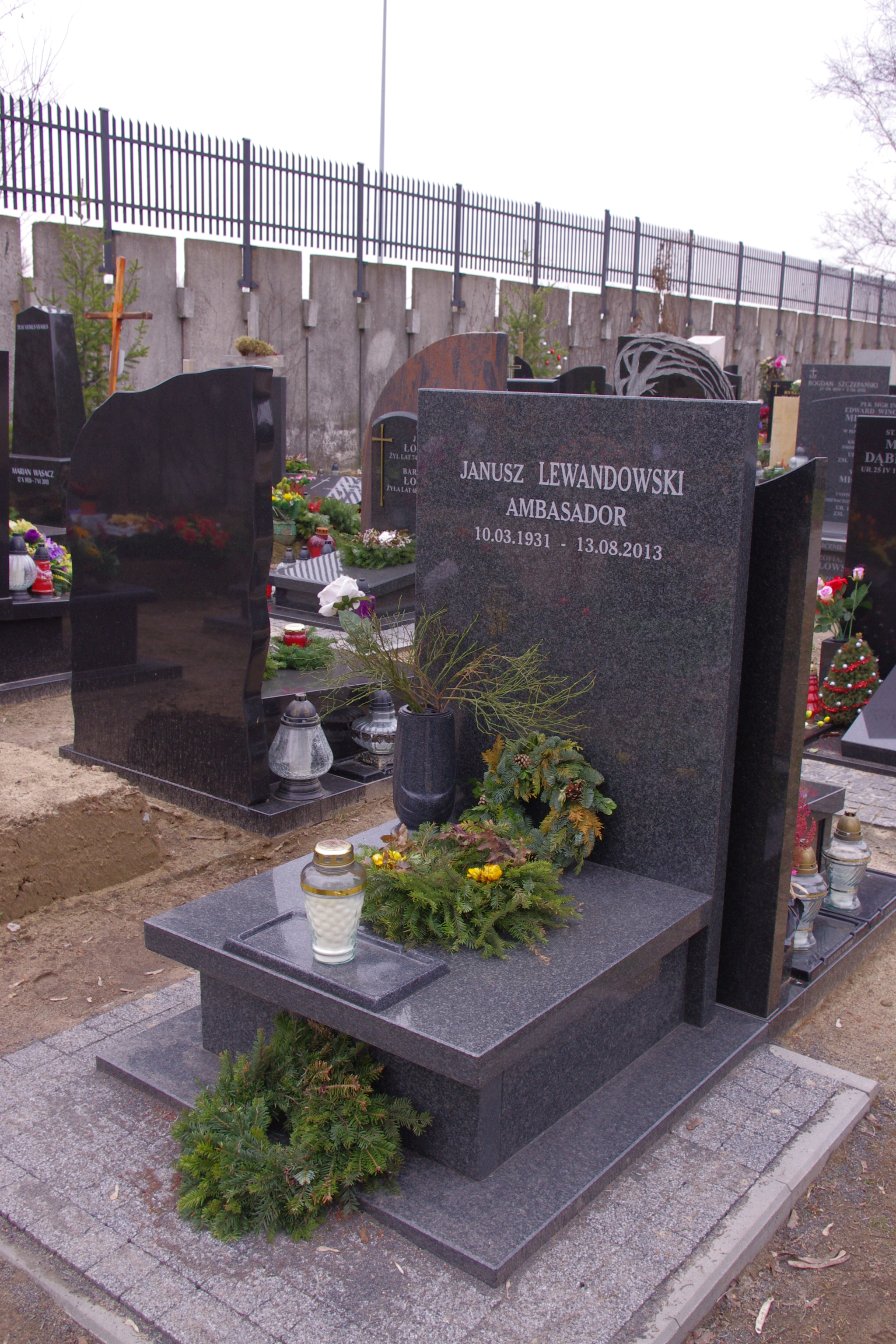
Grób dyplomaty Janusza Lewandowskiego na Wojskowych Powązkach w Warszawie

Janusz Jacek Lewandowski (ur. 10 marca 1931 w Warszawie, zm. 13 sierpnia 2013 tamże) – polski dyplomata, ambasador PRL w Egipcie, Sudanie, Libii, Jemenie Południowym i Północnym. (1970–1975) oraz Grecji (1979–1984), II sekretarz KZ POP PZPR w MSZ w latach 1956–1959, zastępca kierownika w Wydziale Zagranicznym KC PZPR w latach 1985–1989.

## Życiorys
W latach 1948–1952 należał do ZMP, od 1952 roku należał do PZPR. W 1955 ukończył studia na Uniwersytecie Kijowskim im. Tarasa Szewczenki, po czym podjął pracę w Ministerstwie Spraw Zagranicznych PRL na różnych stanowiskach. Był członkiem polskiej delegacji na sesje Zgromadzenia Ogólnego ONZ (rokrocznie w latach 1956–1958 oraz w 1967). W latach 1959–1962 sprawował funkcję I sekretarza Ambasady PRL w Egipcie. Pełnił obowiązki szefa Misji PRL w Międzynarodowej Komisji Nadzoru i Kontroli w Wietnamie (w randze ambasadora).
Był inicjatorem tajnych rozmów między Wietnamem Północnym a Wietnamem Południowym i Stanami Zjednoczonymi w celu wynegocjowania pokoju w Wietnamie. Odbywały się one od kwietnia 1966 roku do maja 1967 roku. Misja ta została zaakceptowana przez Leonida Breżniewa po naradzie z polskim ministrem Adamem Rapackim. Przez administrację prezydenta Lyndona Johnsona została nazwana "Operacją Nagietek" ("Operation Marigold"). Sam prezydent Stanów Zjednoczonych wypowiadał się o niej pozytywnie. Misja nie powiodła się i wysiłki pokojowe Lewandowskiego spełzły na niczym.
W latach 1970–1975 był ambasadorem nadzwyczajnym i pełnomocnym w Egipcie, Sudanie, Libii oraz Jemenie Południowym i Północnym. Po powrocie do kraju był szefem Protokołu Dyplomatycznego MSZ (1975–1979), następnie wyjechał na placówkę do Grecji, gdzie został ambasadorem.
Odznaczony Krzyżem Kawalerskim i Oficerskim Orderu Odrodzenia Polski, Orderem Henryka Żeglarza, Orderem Leopolda, Orderem Suche Batora oraz (wietnamskimi) Walki i Zjednoczenia. Zmarł 13 sierpnia 2013 w Warszawie. Został pochowany w grobie urnowym na Cmentarzu Wojskowym na Powązkach. Kwatera D24-rząd 18 grób 1.